# Белмонте дел Санио
Белмонте дел Санио (итал. Belmonte del Sannio) је насеље у Италији у округу Изернија, региону Молизе.
Према процени из 2011. у насељу је живело 491 становника. Насеље се налази на надморској висини од 803 м.

## Становништво
| 1931. | 1936. | 1951. | 1961. | 1971. | 1981. | 1991. | 2001. | 2011. |
| ----- | ----- | ----- | ----- | ----- | ----- | ----- | ----- | ----- |
| 1.264 | 1.365 | 1.497 | 1.537 | 1.346 | 1.188 | 1.048 | 921   | 810   |